# Kaa-Iya nationalpark
Kaa-Iya Nationalpark (spansk: Parque Nacional y Area Natural de Manejo Integrado Kaa-Iya del Gran Chaco) er den største nationalpark i Bolivia og en af de største nationalparker i Sydamerika. Nationalparken et et beskyttet naturområde i IUCN II-kategori. Med et areal på 34.411 km² er parken større end Belgien. Nationalparken er placeret i Gran Chaco-regionen i den sydlige del af departemenet Santa Cruz ved grænsen til Paraguay.
Nationalparken er beliggende mellem 100 og 839 meter over havets overflade og er således i den lavereliggende del af Bolivia. Nationalparken er gennemskåret af en række floder, herunder floden Parapetí.
Kaa-Iya nationalparken er primært kendt for at være det største område i verden med tropisk regnskov. Området er også hjemsted for en lang række dyrearter, herunder rovdyr i kattefamilien og mere end hundrede arter af pattedyr. 

## Etymologi
Kaa-Iya stammer fra det lokale sprog guaraní og betyder "bjerg ejere", eller et sted, hvor der findes rigdomme i form af overflod af naturressourcer og i forholdet mellem menneske og natur.

## Flora og fauna
Der er registreret 880 arter af karplanter og 28 arter af sporeplanter, såvel som 1.500 arter af andre planter. Trækronerne er typisk i 10-15 meters højde og underskoven er domineret af planter i Annanas- og kaktus-familien.
Parkens fauna er repræsentativ for Chaqueña-regionen med mange forskellige arter, herunder 89 arter af slanger, 301 arter af fugle, 65 arter af mindre pattedyr og 59 arter af større pattedyr. Blandt pattedyrene er bl.a. bestande af flere abearter, Catagonus wagneri (et navlesvin) og bæltedyr samt rovdyr som jaguar, puma, ocelot og mankeulv. Der er observeret guanacos ved sandklitterne i den sydøstlige del af parken. Udover pattedyr er parken rig på fugle, og flere ørnearter yngler i området. 
Det årlige regnmængde er mellem 400 og 1.400 mm, der primært falder i regntiden. Forskelligheden i regnmængden giver en stor biodiversitet i området. 

## Lokalbefolkning
Der er menneskelig bosættelse flere steder i nationalparken. Bosættelserne udgøres af primært af guraníer, izoceño og chiquitano, der bebor områder i parkens udkant. De største bosættelser er i den vestlige del af parken. 
Udover bosættelse med "kendte" oprindelige folk, er der tillige i parken et mindre antal ayoreoer, der som det eneste oprindelige folk uden for Amazonas har stammer, der ikke har kontakt med moderne civilisation. 

## Administration
Udviklingen og beskyttelsen af nationalparken varetages i af Servicio Nacional de Áreas Protegidas (SERNAP) i et samarbejdet mellem de regionale myndigheder (municipales) og en organisation af de oprindelige folk izoceño og guraní. Aftalen blev indgået ved nationalparkens etablering i 1995. 

## Adgang til området
Adgang til området er vanskelig og turismen i området er begrænset. I regntiden er vejene i området ikke brugbare på grund af oversvømmelser og mudder. De eneste stabile veje til området er vejen Santa Cruz-Bajo Izoso-Camiri, der løber langs nationalparkens grænse. Adgangsvejene til parken består flere steder af stier til brug for kvæg.

## Eksterne links
- Beskrivelse af parken på biobol.org Arkiveret 23. september 2015 hos  Wayback Machine (spansk)
- Beskrivelse Beskrivelse af parken Arkiveret 10. februar 2015 hos  Wayback Machine på World Conservation Unions hjemmeside (engelsk)

19°04′S 61°15′V / 19.067°S 61.250°V